# Dr. Luke
Łukasz "Dr. Luke" Gottwald (rođen 1973), također poznat kao Doctor Luke, Luke Gottwald i Kasz, je američki glazbenik, tekstopisac, producent, i remikser. On je surađivao s tekstopiscem/producentom Max Martin i napisao je i producirao broj jedan singlove "Since U Been Gone" i "My Life Would Suck Without You" od Kelly Clarkson, "Girlfriend" od Avril Lavigne, "I Kissed a Girl" od Katy Perry, "Right Round" od Flo Ride, i "Tik Tok" od Ke$he.

## Odabrana diskografija
- Britney Spears
  - "Circus" (Billboard Hot 100 #3, Canadian Hot 100 #2, Billboard Pop 100 #1, Billboard Digital Songs #1, Billboard Hot 100 Airplay #7, UK #13)  - tekstopisac/producent
  - "Shattered Glass"  - tekstopisac/producent
  - "Lace and Leather"  - tekstopisac/producent
- Katy Perry
  - "I Kissed a Girl " (Billboard Hot 100 #1, Billboard Pop 100 #1, Canadian Hot 100 #1, UK #1) - tekstopisac/producent
  - "Hot N Cold" (Billboard Hot 100 #3, Billboard Pop 100 #1, Canadian Hot 100 #1, UK#3) - tekstopisac/producent
- Flo Rida
  - "Right Round" (Billboard Hot 100 #1, Billboard Pop 100 #1, Canadian Hot 100 #1, UK #1) - tekstopisac/producent
  - "Touch Me" - tekstopisac/producent
- Kelly Clarkson (#1 i #2 pjesme na Billboard Pop 100 airplay ljestvici godine 2005.)[2]
  - "Since U Been Gone" (Billboard Hot 100 #2, Billboard Pop 100 #1, UK #5)- tekstopisac/producent
  - "Behind These Hazel Eyes" (UK #9)- tekstopisac/producent
  - "My Life Would Suck Without You" (Billboard Hot 100 #1, Billboard Pop 100 #4, Canadian Hot 100 #1, UK #1)- tekstopisac/producent
- Avril Lavigne
  - "Keep Holding On" - tekstopisac/producent
  - "Girlfriend" - (Billboard Hot 100 #1, Billboard Pop 100 #1, Canadian Hot 100 #1,UK) tekstopisac/producent[3]
  - "Girlfriend" Dr. Luke Remix Feat. Lil' Mama" - tekstopisac/procucent, remikser
  - "I Can Do Better" - tekstopisac/producent
  - "I Don't Have to Try" - tekstopisac/producent
  - "Hot" (UK #30) - producent
  - "I Will Be" - tekstopisac/producent
  - "Runaway" - tekstopisac/producent
  - "Alone" - tekstopisac/producent
  - "When You're Gone (akustična verzija)" - producent
  - "I Can Do Better (akustična verzija)" - tekstopisac/producent
- Miley Cyrus
  - "Party in the U.S.A." -(Billboard Hot 100 #2, Billboard Pop 100 #1, Hot Digital Downloaded Songs #1) - tekstopisac/producent
  - "The Time of Our Lives" - tekstopisac/producent
- Ke$ha - (Lukasz Gottwald je bio glavni producent na albumu Animal.)
  - "Tik Tok" (Billboard Hot 100 #1, Canadian Hot 100 #1, NZ #1, Australia #1, UK #4) - tekstopisac/producent
  - Take It Off
  - Kiss N Tell
  - Hungover
  - Blind
  - Dancing with Tears in My Eyes
  - Animal
  - Tik Tok (Wolfedelic Club Mix)
- Pitbull 
  - Girls ft. Kesha
- Lil Mama
  - "Broken Pieces" - producent
  - "G-Slide (Tour Bus)" - tekstopisac/producent
- Hilary Duff
  - "I Need A Sunday" - producent
  - "Who's Back (I'm Back)" - tekstopisac/producent
- Sugababes
  - "About You Now" -(UK #1)- tekstopisac/producent
  - "Surprise (Goodbye)" - tekstopisac/producent
  - "Open the Door" - tekstopisac/producent
- Leona Lewis
  - "I Will Be" - tekstopisac/producent
  - "Feels Like Tonight" (Billboard Hot Adult Top 40 Tracks#1)- tekstopisac
- Lady Sovereign
  - "Love Me or Hate Me (Fuck You!!!!)" - tekstopisac/producent
  - "Love Me or Hate Me (Fuck You!!!!) (Remiks sa Missy Elliott)" - tekstopisac/producent
  - "Those Were the Days" - tekstopisac/producent
  - "So Human" - producent
  - "Pennies" - producent
- Jibbs
  - "Firr Az That Thang" - tekstopisac/producent
- P!nk
  - "Who Knew" (UK #5)- tekstopisac/producent
  - "'Cuz I Can" - tekstopisac/producent
  - "U + Ur Hand" (UK #9)- tekstopisac/producent
- Vanessa Hudgens
  - "Identified" - tekstopisac/producent
  - "Don't Ask Why"
  - "First Bad Habit"
  - "Amazed"
  - "Set It Off"
- Kelis
  - "I Don't Think So" - tekstopisac/producent
- Carlos Santana
  - "This Boy's Fire"  - producent
- Paris Hilton
  - "'Nothing in This World" - tekstopisac/producent
- The Veronicas
  - "4ever" - tekstopisac/producent
  - "Everything I'm Not" - tekstopisac/producent
- Kelly Osbourne
  - "Too Much Of You" - tekstopisac
- Marion Raven
  - "Break You" - tekstopisac/producent
- Backstreet Boys
  - "Climbing The Walls" - tekstopisac/producent
  - "Just Want You to Know" - tekstopisac/producent
- Bo Bice
  - "U Make Me Better" - tekstopisac/producent
  - "Lie ... It's All Right" - tekstopisac/producent
- Megan McCauley
  - "Tap That" - tekstopisac/producent
- Ashley Parker Angel
  - "I'm Better" - tekstopisac/producent
  - "Let U Go" - tekstopisac/producent
- Ursula 1000
  - "Electrik Boogie" - tekstopisac/producent
  - "Hello! Let's Go To A Disco" - tekstopisac/producent
  - "Kinda Kinky" - tekstopisac/producent
  - "Samba 1000" - tekstopisac/producent
  - "The Girl From N.O.W.H.E.R.E" - tekstopisac/producent
  - "Arrastao" - tekstopisac/producent
- Mos Def, Q-Tip & Tash
  - "Bodyrock" - remikser
- Mos Def & Talib Kweli are Black Star
  - "Respiration" - remikser
- KRS-One, Zack de la Rocha & Last Emperor
  - "C.I.A" - remikser
- Jeannie Ortega
  - "Future Is Clear" - remikser/producent
  - "Got What It Takes" - tekstopisac/producent
  - "Holla Back" - tekstopisac/producent
  - "All My Love" - tekstopisac/producent
  - "Cuz I Do" - tekstopisac/producent
  - "Put 'Em Up" - tekstopisac/producent
  - "Oh Oh" - tekstopisac/producent
  - "Come See Me" - tekstopisac/producent
  - "Make It Shake" - tekstopisac/producent
- Mario
  - "Forever and Ever" - tekstopisac/producent
- Ciara
  - "Tell Me What Your Name Is" - tekstopisac/producent
- Jordin Sparks
  - "Watch You Go" tekstopisac/producent
- Three 6 Mafia
  - Shot After Shots (2010)
  - Go To Work (2010)
- Weezer
  - "I'm Your Daddy" - tekstopisac
  - "Get Me Some" - tekstopisac
- Adam Lambert
  - For Your Entertainment - napisao s Claude Kelly i producirao